# Sedniwka
Sedniwka (ukrainisch Седнівка; russisch Седневка Sednewka) ist ein Dorf im Süden der ukrainischen Oblast Kirowohrad mit etwa 650 Einwohnern (2001).

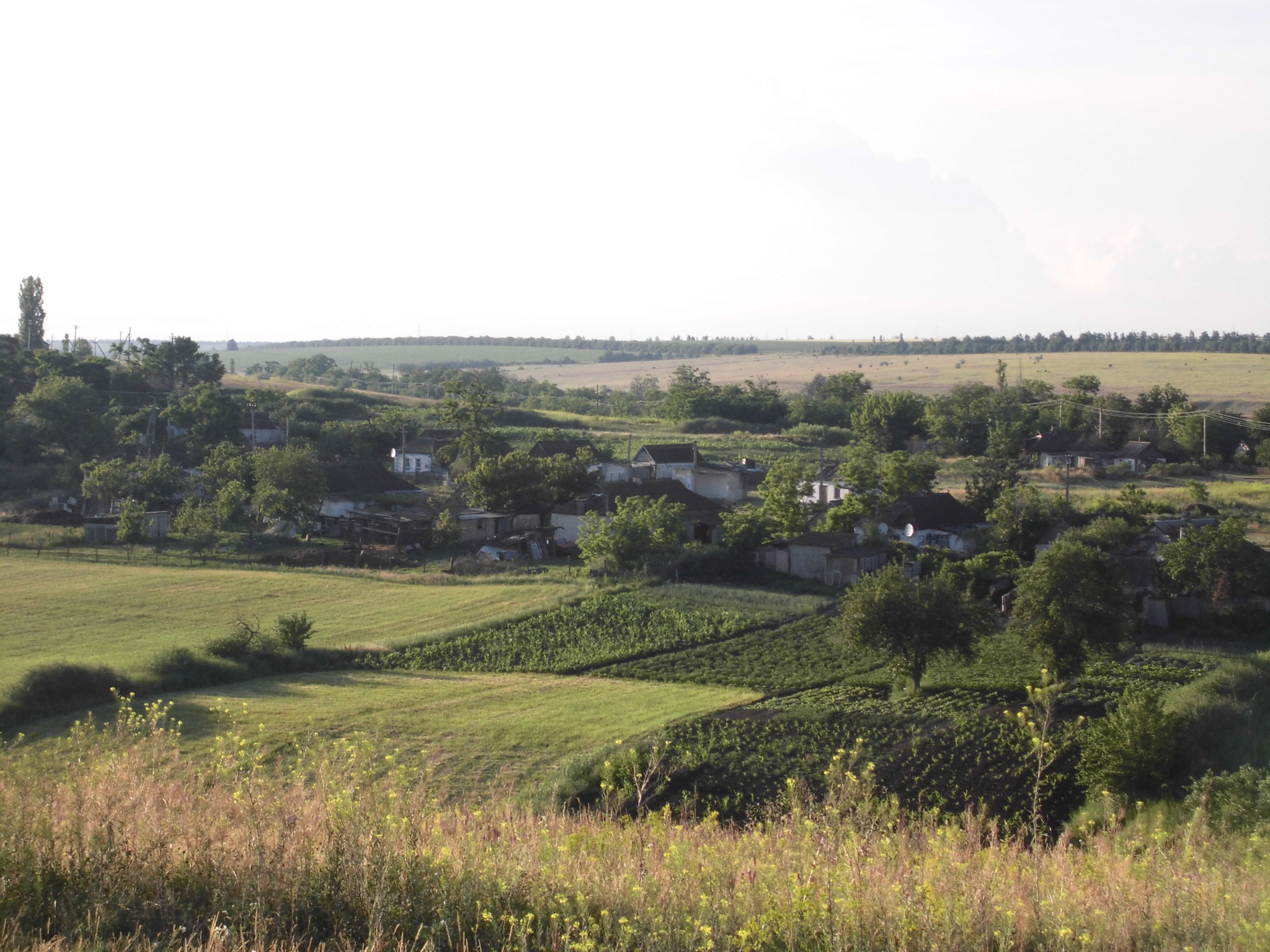
Blick auf Sedniwka

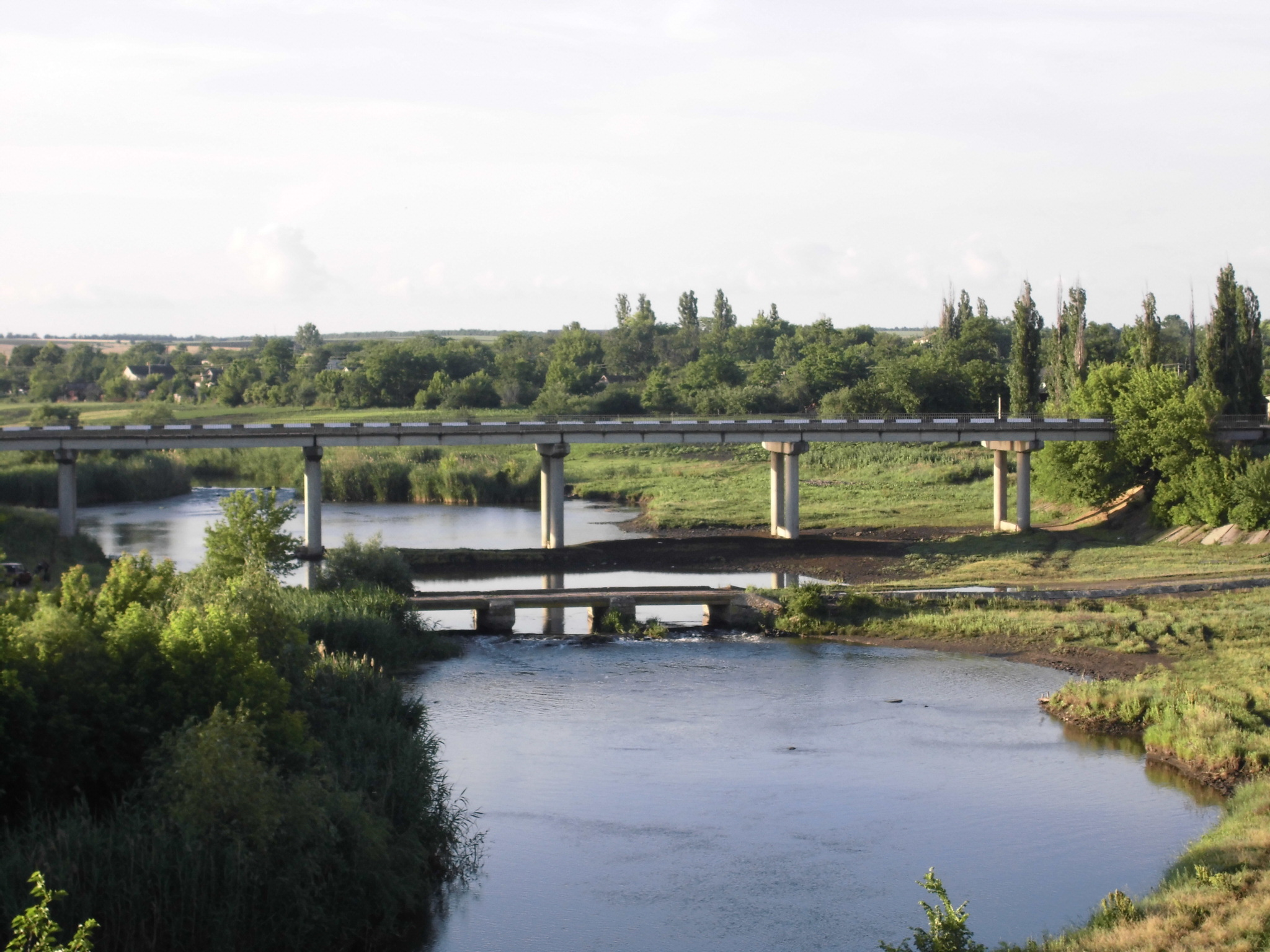
Brücke über den Inhul bei Sedniwka

Das in der Mitte des 18. Jahrhunderts gegründete Dorf liegt auf einer Höhe von 63 m am Ufer des Inhul, einem 354 km langen, linken Nebenfluss des Südlichen Bugs, 7 km westlich vom ehemaligen Rajonzentrum Ustyniwka und etwa 75 km südlich vom Oblastzentrum Kropywnyzkyj.
Durch das Dorf verläuft die Territorialstraße T–24–01.
Am 12. Juni 2020 wurde das Dorf ein Teil der neugegründeten Siedlungsgemeinde Ustyniwka, bis dahin bildete es zusammen mit den Dörfern Peremoschne (Переможне) und Seliwanowe (Селіванове) die gleichnamige Landratsgemeinde Ustyniwka (Седнівська сільська рада/Sedniwska silska rada) im Westen des Rajons Ustyniwka.
Am 17. Juli 2020 kam es im Zuge einer großen Rajonsreform zum Anschluss des Rajonsgebietes an den Rajon Kropywnyzkyj.